# 창문 필름
창문 필름(window tint)이란 유리면에 특수 가공 및 제작된 필름으로 전문가가 기포나 먼지 등 이물질이 포함되지 않은 깨끗한 상태로 밀착시켜 부착한다. 

## 자동차
자동차 필름은 자외선 • 적외선의 적절한 차단으로 피부 노화를 방지하고, 차량 내장재를 보호한다. 또한 불의의 사고로 유리가 파손될 경우, 파편의 비산을 방지하여 인명을 보호하는 역할을 한다. 태양열로 인하여 자동차 실내 온도가 급격하게 상승하는 것을 막아주어, 여름철 에어컨 사용의 절제로 자동차 연비 효율을 올려준다. 자동차 썬팅 시, 가시광선 투과율이 낮은 필름을 선택하면, 외부에서 내부로의 시선을 차단하는 사생활 보호 효과도 탁월하다.

## 같이 보기
- 창문